# 重元素
重元素（じゅうげんそ）とは、宇宙物理学や物性物理学、物理化学などで使われる用語で、研究内容によって具体的に指示する元素は異なる。
例えば、宇宙物理学では、水素 (H) とヘリウム (He) より重い元素をさす場合や、炭素以上をさす場合などがある。惑星の元素の起源など超新星関連の研究などで用いられる。金属量の計算の際はヘリウムよりも重い元素を重元素もしくは金属として扱う、
物理学系の研究では、特にアクチノイドをさす場合もあるが、重元素として何をさすかはそれぞれの研究概要に明記される。